# Li Qingzhao
 Li Qingzhao (李清照), född 1084 i Zhangqiu, död cirka 1155, var en kinesisk poet under Songdynastin. Hon anses som en av de främsta kinesiskspråkiga poeterna genom tiderna.
Qingzhao föddes i en familj av lärda och statliga tjänstemän; hennes far var en vän till Su Shi. År 1101 gifte hon sig med Zhao Mingcheng som hon delade sitt intresse för konstsamling och epigrafik med.
Paret förlorade större delen av sina egendom när Jindynastin erövrade norra  Kina från Songimperiet år 1127. Sedan Zhao avlidit 1129 bosatte sig Li Qingzhao i Hangzhou där hon gifte om sig och sedan skilde sig igen. Omkring 100 av hennes dikter är idag kända.

## Eftermäle
Nedslagskratern Li Ch'ing-Chao på planeten Merkurius och Li Qingzhao på planeten Venus är uppkallade efter henne.